# 篁边社区
篁边社区原居民常称之为篁边，是环市街道的一个社区。属村改居类型，于2004年由原篁边村改为篁边社区，代码：440703006115。
篁边社区位於广东省江门市蓬江区，面积5平方公里。篁边社区东临西江、潮连，南至华侨广场商圈、北环路，西与棠下、新昌接壤，北与滨江新区、周郡毗邻。

## 历史
篁边股份合作经济联合社建立于1995年，並于2004年获市政府支持下开展“村改居”。篁边流动人口服务中心于2007年11月3日正式启用。2019年9月，篁边社区入选为2018年广东省“民主法治示范村（社区）”创建单位名单。2022年12月，篁边社区被认定为2022年江门市第二批绿色社区。

## 辖区范围
篁边社区辖区范围包括：
- 太平村
- 鸿安村
- 鹅峰村
- 仁厚村
- 河一村
- 篁边新村及河边里
- 篁边油库
- 西江水厂
- 蒲葵高尔夫球会
- 蒲葵世界
- 岭江一品
- 和润岭江一品幼儿园
- 越秀•天悦星院
- 中国烟草江门分公司
- 金羚集团
- 德业大厦
- 蓬江区行政服务中心
- 鹅公山隧道
- 省实中学及游泳馆
- 篁边球场及停车场
- 篁边工业区
- 篁边驿站
- 篁边人民会堂
- 红砖屋咖啡